# Epígraf

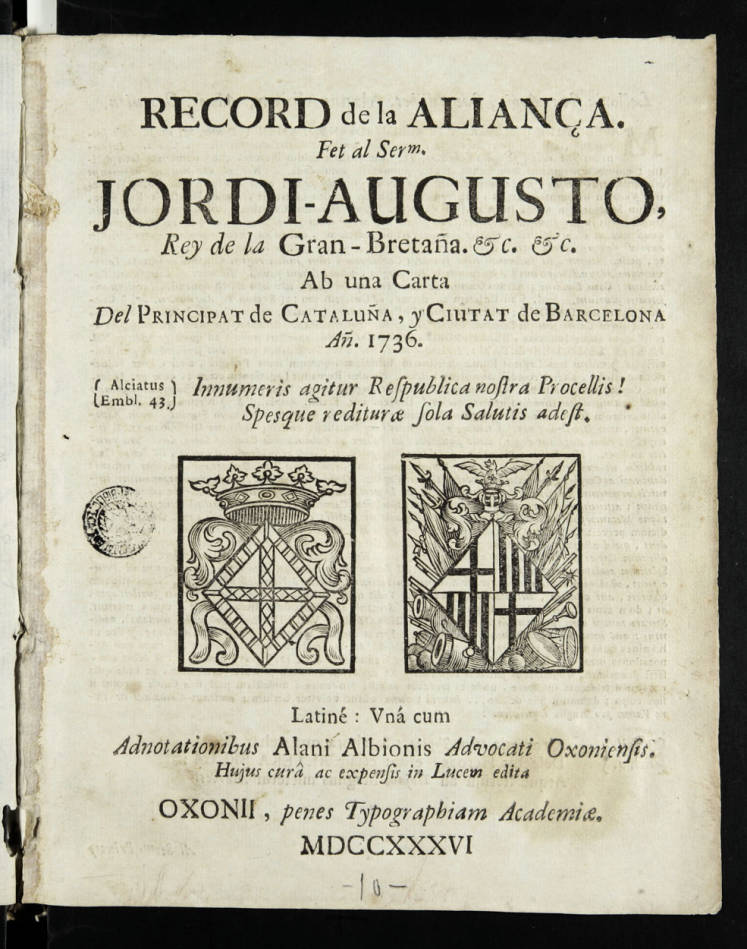
Epígraf en llatí a l'obra Record de l'Aliança fet al Sereníssim Jordi Augusto Rey de la Gran Bretanya (1736), que cita lEmblemata d'Andrea Alciato

L'epígraf és un recurs d’escriptura consistent en una breu citació que l’autor inclou a l’inici d’una obra literària, científica o acadèmica (o de cadascun dels seus capítols) per tal d’indicar-ne el tema o el contingut.
Es tracta d’una proposició que té una funció diferent a la de la matèria principal descrita a l’obra. Es troba al llindar del text i pretén apel·lar al públic per contextualitzar una tradició, proporcionar pistes per entendre’n el contingut, descriure percepcions, rescatar un to concret, parafrasejar citacions d’una altra obra, reutilitzar fragments del propi títol del llibre per dona’ls-hi més significat o àdhuc de vegades també per despistar, fer humor o irònicament per incitar o commoure al lector. L’ús de l'epígraf com a senyal per orientar el lector, tanmateix, és més habitual d’ençà del segle XX.
Atès que l'epígraf es considera un «caprici» de l'escriptor, és un element que s'inclou per una raó determinada: s'ha convertit en una adopció estilística de gran rellevància en la lectura i molt útil en l'estudi de la literatura o per conèixer la personalitat i la intencionalitat dels autors. En aquelles obres en què l’autor no vol interaccionar amb cap tipus de lector en concret, sovint l'epígraf és omès. És el cas d’obres de la literatura clàssica o d’autors tals com, en el cas de la literatura catalana, Josep Pla.